# Erland Hildén
Erland Hildén (Karlstad, 1963) is een Zweeds componist en organist.
Zijn  muzikale loopbaan begon echter achter de piano. Toen hij twintig jaar oud was stapte hij onder invloed van Karl-Erik Welin over op het orgel en doorliep diverse muzikale opleidingen in Göteborg, Arvika en Stockholm. Hij studeerde af bij Hans-Ola Ericsson, die bekend is vanwege zijn opname van het complete oeuvre voor orgel van Olivier Messiaen (zes Cd’s vol). In Stockholm studeerde hij onder andere bij Lars-Erik Rosell en Hans Eklund.
Hildén ging ook aan het werk als organist. Hij was de assistent van de organist van de kathedraal van Karlstad. Vanaf 1998 is hij vaste organist van de Nieuwe kerk van Örgryte, een wijk van Göteborg.
Naast het bespelen van het orgel, componeert Hildén ook werken voor dat muziekinstrument. Hij schreef onder meer een Orgelsymfonie in 2008, dat hijzelf ook vastlegde op compact disc. Een ander werk van hem is B-A-C-H-Mass voor orgel uit 2000, een mis gebaseerd op het BACH-motief vermengd met minimal music. Dat laatste werk, geschreven voor een concert in Visby, kreeg in 2011 ook een uitvoering in Den Haag. Voor Karl-Erik Welin componeerde hij zijn Passacaglia.
- Gemeinsame Normdatei: 14272369X
- International Standard Name Identifier: 0000 0001 1704 4008
- Library of Congress Control Number: no2011047794
- MusicBrainz: 8bf0676f-201d-4e2c-b3cb-8c402559481d
- Virtual International Authority File: 160288928
- WorldCat: E39PBJpV4Pj4Bg9hWrxxBQjt8C